# Portada/efemèride desembre 28
Maggie Smith
« 27 de desembre · 28 de desembre · 29 de desembre »